# Dirphia fallax
Dirphia fallax är en fjärilsart som beskrevs av Eugène Louis Bouvier 1930. Dirphia fallax ingår i släktet Dirphia och familjen påfågelsspinnare. Inga underarter finns listade i Catalogue of Life.